# Joe Roth

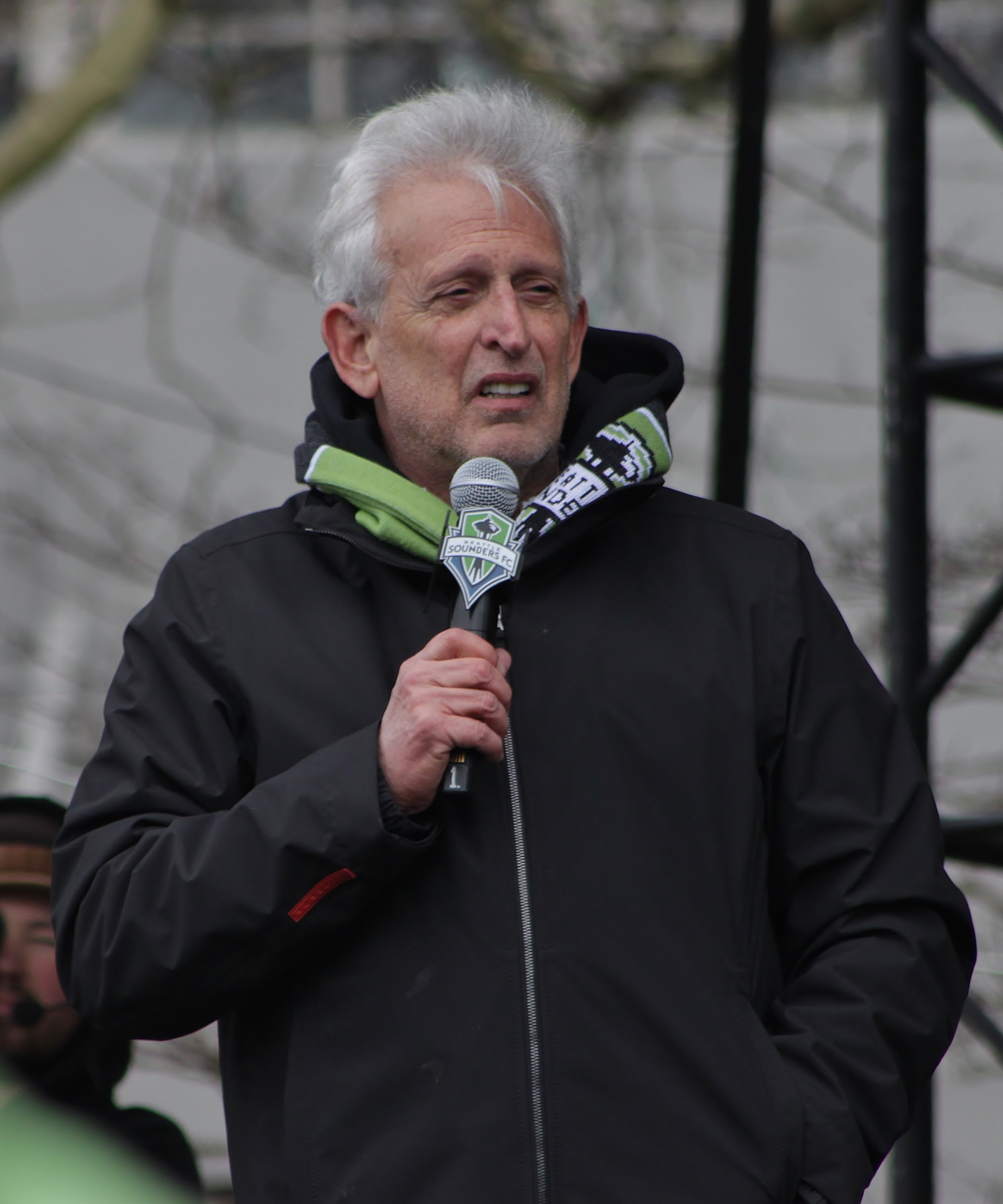
Joe Roth, 2016

Joe Roth (* 13. Juli 1948 in New York City) ist ein US-amerikanischer Filmregisseur, Filmproduzent und ehemaliger Vorstandsvorsitzender von 20th Century Fox (1989–1993) und den Walt Disney Studios (1994–2000).

## Leben
Joe Roth wurde als Sohn von Lawrence Roth, einem Vorarbeiter einer Plastikfabrik, geboren. 1959 assistierte er seinem Vater, den Versuch der American Civil Liberties Union zu unterstützen, das Gebet an öffentlichen Schulen zu untersagen. Der Klage wurde 1962 vom Obersten Gerichtshof der Vereinigten Staaten stattgegeben und das öffentliche Gebet als verfassungswidrig eingestuft. Der Fall ist unter dem Namen Engel v. Vitale bekannt geworden.
Joe Roth ist mit der Produzentin Donna Arkoff Roth (* 1951) verheiratet, wodurch er der Schwager des Produzenten Lou Arkoff und der Schwiegersohn des verstorbenen Filmproduzenten Samuel Z. Arkoff ist.

## Filmografie (Auswahl)
- 1985: Traffic School – Die Blech- und Dachschaden-Kompanie (Moving Violations)
- 1986: Die Legende vom schwarzen Fluß (Where the River Runs Black)
- 1986: Streets of Gold
- 1987: Die Supertrottel (Revenge of the Nerds II: Nerds in Paradise)
- 1987: Kid Kane (P.K. and the Kid)
- 1988: Young Guns
- 1989: Skin Deep – Männer haben’s auch nicht leicht (Skin Deep)
- 1990: Blaze of Glory – Flammender Ruhm (Young Guns II)
- 1990: Fremde Schatten (Pacific Heights)
- 1990: Wild Boys (Coupe de Ville)
- 1993: Die drei Musketiere (The Three Musketeers)
- 1994: Angels – Engel gibt es wirklich! (Angels in the Outfield)
- 1995: Der Hausfreund (Houseguest)
- 1994: Mister Cool (A Low Down Dirty Shame)
- 1995: Pecos Bill – Ein unglaubliches Abenteuer im Wilden Westen (Tall Tale)
- 1995: Pfundskerle (Heavy Weights)
- 2001: America’s Sweethearts
- 2004: Die Vergessenen (The Forgotten)
- 2004: Verrückte Weihnachten (Christmas with the Kranks)
- 2006: Das Gesicht der Wahrheit (Freedomland)
- 2006: Little Man
- 2007: The Great Debaters
- 2008: Hellboy – Die goldene Armee (Hellboy II: The Golden Army)
- 2010: Alice im Wunderland (Alice in Wonderland)
- 2010: Knight and Day
- 2012: Snow White and the Huntsman
- 2013: Die fantastische Welt von Oz (Oz the Great and Powerful)
- 2014: Sabotage
- 2014: Den Himmel gibt’s echt (Heaven Is for Real)
- 2014: Million Dollar Arm
- 2014: Maleficent – Die dunkle Fee (Maleficent)
- 2015: Im Herzen der See (In the Heart of the Sea)
- 2016: Himmelskind (Miracles from Heaven)
- 2016: The Huntsman & The Ice Queen (The Huntsman: Winter’s War)
- 2016: Alice im Wunderland: Hinter den Spiegeln
- 2017: xXx: Die Rückkehr des Xander Cage (xXx: Return of Xander Cage)
- 2019: Maleficent: Mächte der Finsternis (Maleficent: Mistress of Evil)
- 2020: Die fantastische Reise des Dr. Dolittle (Dolittle)
- 2021: The United States vs. Billie Holiday
- 2021: Fast & Furious 9 (F9)
- 2022: Hustle
- 2022: The Gray Man
- 2022: The School for Good and Evil
- 2023: Wo die Lüge hinfällt (Anyone but You)
- 2024: Damsel
- 2024: A Family Affair
- 2024: Ein Jackpot zum Sterben! (Jackpot!)